# Col du Béal
De Col du Béal is een bergpas op een hoogte van 1390 meter in de Monts du Forez, in het Franse Centraal Massief. De pas ligt ten noorden van de Pierre-sur-Haute en is de hoogste geasfalteerde bergpas die over de Monts du Forez loopt. De oostzijde van de pas (de D6) ligt in het departement van de Loire; de westelijke zijde (D40) ligt in het departement Puy-de-Dôme. De col ligt te midden van de als Natura 2000 beschermde Hautes Chaumes: uitgestrekte, open plateaus die voornamelijk met heide begroeid zijn.